# Distretto di Tatra
Il distretto di Tatra (in polacco powiat tatrzański) è un distretto polacco appartenente al voivodato della Piccola Polonia.

## Geografia antropica

### Suddivisioni amministrative
Il distretto comprende 5 comuni.
- Comuni urbani: Zakopane
- Comuni rurali: Biały Dunajec, Bukowina Tatrzańska, Kościelisko, Poronin